# Щаслива зустріч
«Щаслива зустріч» — радянський художній фільм 1949 року, знятий режисером Ніколозом Санішвілі на Тбіліській кіностудії.

## Сюжет
В основі мелодраматичного сюжету — змагання двох колгоспів Радянської Грузії, де вирощується чай. Колгосп «Гантіаді» виявився переможеним в соціалістичному змаганні з сусіднім господарством, що також вирощує чай. Але коли «Гантіаді» очолив досвідчений знавець вирощування чаю, який став впроваджувати передові методи роботи, колгосп, нарешті, стає лідером змагання.
Однак це мало тішить знатну колгоспницю Етері. Справа у тому, що її наречений Бідзіна повернувся з фронту з хлопчиком, сином його друга, який загинув в бою. Етері здається, що дитина — син самого Бідзіни. Але незабаром приїжджає мати хлопчика, і всі непорозуміння роз'яснюються.

## У ролях
- Веріко Анджапарідзе — Ніно
- Додо Чічінадзе — Етері, передова колгоспниця
- Шалва Гамбашидзе — Зураб
- Теймураз Хелашвілі — Бідзіна
- Олександр Жоржоліані — Серапіон
- Цецилія Цуцунава — Васасі
- Георгій Шавгулідзе — Єрема
- Акакій Кванталіані — Афрасіон
- Читолія Чхеїдзе — Асматі
- Ірина Магалашвілі — Маргарита
- Тіна Гамбашидзе — Читолія
- Лідія Звєрєва — Корольова
- Вахтанг Нінуа — Хапічія
- Іван Гвінчидзе — Северіан
- Медея Чахава — Джуджуна
- Тамара Цицишвілі — Єлене
- Шалва Чхиквадзе — Чічіко
- Валеріан Дзагнідзе — Пачутія
- Олена Сакварелідзе — вчителька

## Знімальна група
- Режисер — Ніколоз Санішвілі
- Сценарист — Володимир Карсанідзе
- Оператор — Давид Канделакі
- Композитор — Арчіл Кереселідзе
- Художники — Крістесіа Лебанідзе, К. Курдіані